# 拉塞爾湖 (印地安納州)
拉塞爾湖（英語：Russell Lake）是位於美國印地安納州布恩縣的一個非建制地區。該地的面積和人口皆未知。

## 地理
拉塞爾湖的座標為39°56′55″N 86°18′06″W / 39.94861°N 86.30167°W，而該地的平均海拔高度為279米（即915英尺）。